# Jorge Suárez (pianista)
Jorge Suárez (nacido el 26 de enero de 1944) es un pianista concertista con ciudadanía de Canadá y de México. Vive en Canadá desde 1992.
Suárez ha realizado conciertos en famosos festivales internacionales como los de Berlín, Bruselas y Dubrovnik, así como en destacadas salas de conciertos como el Berliner Ensemble, el Carnegie Hall de Nueva York y el Kennedy Center de Washington. Su repertorio es amplio y diversificado y comprende más de cien compositores (desde los del barroco hasta los actualmente vivos), más de 500 composiciones importantes (tanto las famosas como las raramente interpretadas; para piano solo y para piano solista con conjuntos orquestales y de cámara). Desde que tocó el Concierto no. 23 para piano y orquesta de Mozart a los 9 años, ha tocado con conjuntos sinfónicos tan importantes como la del Capitole de Toulouse (Francia), y Edmonton y London (Canadá). También ha tocado obras de cámara con artistas eminentes como Bruno Giuranna, Leonid Kogan, Dimitry Markevitch, Ruggiero Ricci, Henryk Szeryng, su hermano Manuel Suárez y su antiguo Trío México, primer Trío que tocó en China tras su reaperturay receptor de la Máxima Distinción del Consejo Interamericano de la Música. También ha recibido el Certificado de Mérito del Congreso de los Estados Unidos (2 de noviembre de 1989). Ha grabado para las radios y TV de Europa, Asia, América y más de 15 LPs y CDs.

## Biografía

### Primeros años de vida
Jorge Suárez nació el 26 de enero de 1944 en la Ciudad de México . Sus padres fueron Pablo Suárez Díaz y Esperanza Ángeles Mondragón. Pablo fue ingeniero químico, compositor de más de 50 canciones populares e hijo del médico Manuel Suárez, primer rector de la Universidad de Veracruz. Esperanza era una pianista que se graduó en una academia  privada. Ambos padres estaban interesados en tener una carrera musical, pero las circunstancias de la época no permitían esa posibilidad. Sin embargo, tenían frecuentes reuniones en casa con amistades donde Esperanza tocaba piezas clásicas para piano y cantaba las canciones de Pablo con él al piano. Jorge tiene dos hermanos, el violinista  y director de orquesta Manuel (1943-2003), y Pablo que, aunque empezó a tocar varios instrumentos desde los 5 años, tiene una carrera en informática.

### Educación
Jorge tiene un título de DMus de la Universidad McGill (Canadá). Inició sus estudios musicales a los siete años con Dolores Morales, madre de la pianista y maestra de renombre mundial Angélica Morales von Sauer. A los 11 años, Jorge continuó sus estudios musicales en Filadelfia, primero en The New School of Music con Vladimir Sokoloff, y posteriormente, a los 15, en Curtis Institute of Music con Eleanor Sokoloff . A los 16 años, estudió cuatro años en el Conservatorio Tchaikovsky (Moscú), con Heinrich Neuhaus (maestro de los gigantes rusos Richter y Gilels ), Lev Naumov y Sergey Dorensky.
También estudió en la Universidad del Sur de California (Los Ángeles, semestre de verano de 1971) con Rosina Lhévinne (maestra de Van Cliburn y muchos otros pianistas famosos), y Daniel Pollack ; en la Academia Internacional Ravel (Francia) de 1974 con Philippe Entremont, donde fue seleccionado para tocar el Concierto para la mano izquierda de Ravel con la Orquesta Capitole de Toulouse bajo la dirección de Michel Plasson; y dos años en el Instituto de Estudios Musicales Avanzados (1974-75, escuela fundada en Suiza por Dimitry Markevitch ) con John Ogdon (1er premio, Concurso Tchaikovsky de 1962), Dieter Weber, Ania Dorfmann (una reconocida profesora de Juilliard School ), Asaif Bar-Lev y Norman Shetler. 
De los 12 a los 20 años, durante el tiempo de sus estudios en Filadelfia y Moscú, pasó los veranos en México, para tocar recitales anuales como solista, conciertos con orquesta y dúos con su hermano, el violinista concertista Manuel Suárez. Durante esos períodos en México estudió con Guillermo Salvador.

## Repertorio

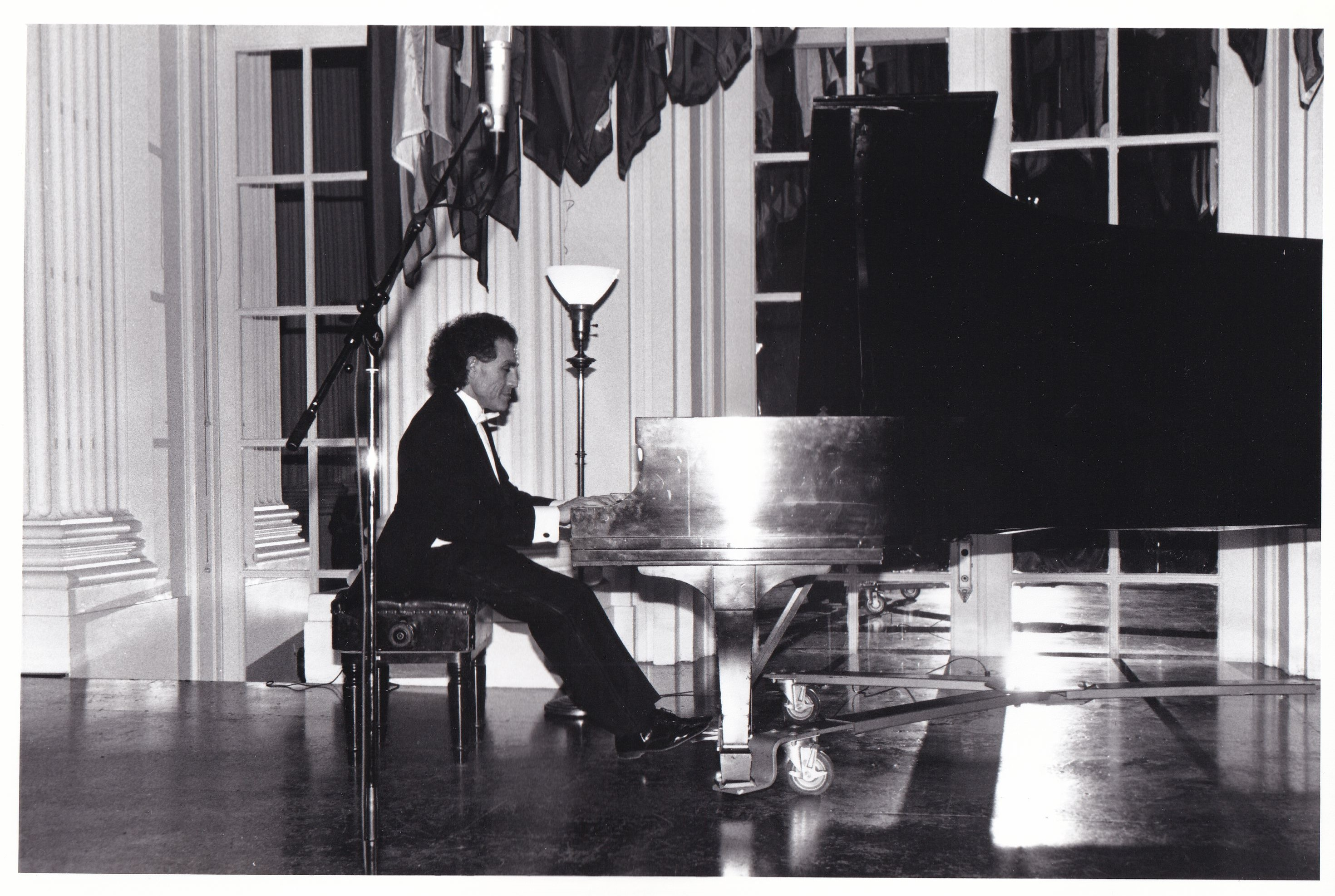
Actuación en el Salón de las Américas, Organización de los Estados Americanos (OEA)

Además del vasto repertorio que va desde el barroco hasta el contemporáneo, Jorge Suárez también ha interpretado muchas obras raramente interpretadas, como las Fantasías para piano y orquesta de Debussy y Tchaikovsky (y también los Conciertos 2 y 3 de este último), la Malédiction de Liszt , Les Djinns de Franck, el Concertino de Montani y muchas obras importantes de compositores vivos o recientes, especialmente los de América. Ha estrenado y/o hecho la primera grabación de obras como el Concierto y las Sonatas 2 y 5 de Federico Ibarra (todas también dedicadas a Jorge); la Sonata de Blas Galindo (también primera grabación); todas las últimas composiciones mayores de Rodolfo Halffter,  (la última obra mayor, Secuencia, también dedicada a Jorge), y 1ª grabación de Nocturno y Obertura Concertante; Concierto de Michael Matthews (dedicado a Jorge); Isla Vista y El jardín hundido, de Martha Duncan ; Improvisaciones 2 de Eduardo Mata (primera grabación).

## Otras actividades
En varios foros internacionales, Jorge Suárez ha presentado conferencias, clases magistrales y escritos académicos sobre muchos temas musicales, artísticos y humanísticos, la mayoría publicados por instituciones destacadas. Ha sido jurado en varios concursos, entre ellos el Concurso Internacional de Musicología, Casa de las Américas, La Habana, Cuba. Fundó varias organizaciones musicales con otros destacados músicos, entre ellas Euterpe, organización, escuela y productora de conciertos escénicos para un desarrollo integral a través del arte (música, artes plásticas y teatro). Ha escrito y promovido importantes proyectos musicales para el desarrollo musical general de la sociedad.

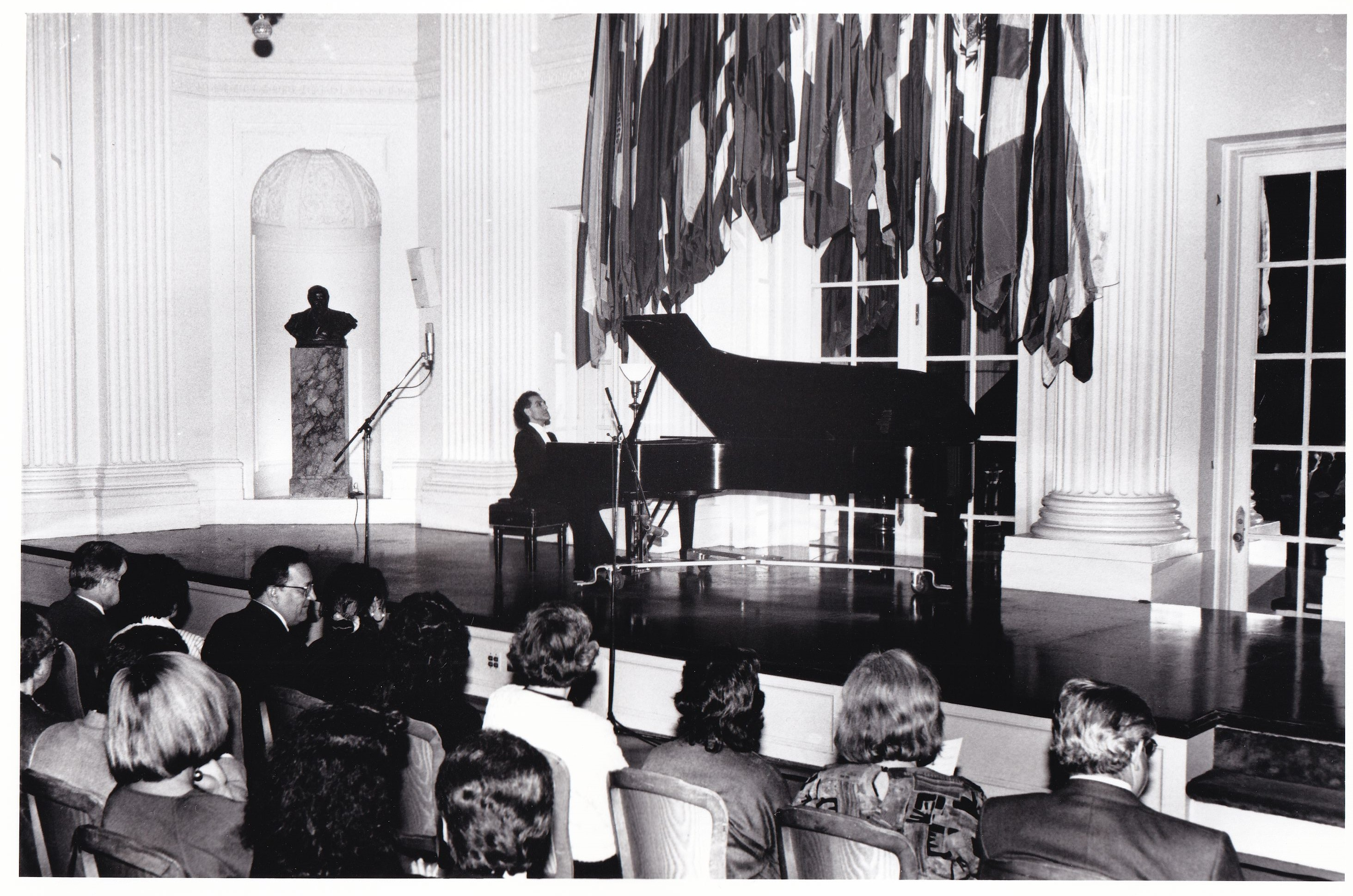
Jorge Suárez recibió la Máxima Distinción del Consejo Interamericano de Música de la Organización de Estados Americanos en el Salón de las Américas, Washington, DC

Ha sido Director de la Escuela Nacional de Música, (1984-1992, hoy Facultad de Música de la Universidad Nacional Autónoma de México, UNAM), una de las instituciones de educación musical más grandes del mundo con más de 200 profesores y más de 2000 estudiantes, y también ha sido profesor en varias universidades importantes, incluyendo la Queen's University (1994-1995) y la Universidad de Manitoba (1996-1999) en Canadá.

## Publicaciones
"Eficiencia en las habilidades psicomotrices de ejecución musical". En SENTIR, PENSAR Y ACTUAR DE LA MÚSICA EN EL MÉXICO DEL SIGLO XXI, TOMO I. Zacatecas, México : Universidad Autónoma de Zacatecas, 2022, 159-177.
"Elementos y organización de la ejecución musical a primera vista." En VIOLÍN, VIOLA, VIOLONCELLO Y PIANO: PROCESOS DE ENSEÑANZAS Y APRENDIZAJES. TOMO I. Zacatecas, México : Universidad Autónoma de Zacatecas, 2020, 129-150.
"Colorística musical: Control y organización de la Calidad Sonora " . VOLUMEN II. Zacatecas, México : Universidad Autónoma de Zacatecas, 2018, 143-166.
"Sistematización de Método y Estrategia en los Estudios Musicales ". México: UNAM, Cuadernos Interamericanos de Investigación en Educación Musical, No. 4, 2003, 31-48.
"Recursos ampliados de producción sonora en el piano ". Ciudad de México: pauta, Números. 75-76, 2000, 181-203.
"Toma de decisiones, Un enfoque integral." México: UNAM, Congreso Universitario, 1990. Rev. Winnipeg, MB, 1999.
"Cuatro músicos." En Cincuenta años del exilio español en la UNAM. México: UNAM, 1991, 99-108.
«Educación artística integral Euterpe' . En 1 LA EDUCACIÓN MUSICAL INFANTIL EN MÉXICO: ANTOLOGÍA DE MÉTODOS Y EXPERIENCIAS. México: INBA. 1987, 149-166.

## Presentaciones en congresos internacionales.
"Eficiencia en las habilidades psicomotrices de ejecución musical y su desarrollo." Presentado en Cima y Sima 2018, Ciudad de México.
"Correlación de la música con otras disciplinas." Presentado en Cima y Sima 2012, Zacatecas, México.
"Leer Entre Líneas Musicales 1." Presentado en Cima y Sima 2005, Zacatecas, México.
"Interpretación estética-emotiva." Presentado en Cima y Sima 2003, Morelia, México.
"Control and Organization of Sound Quality." [" Control y Organización de la Calidad Sonora ".] Presentado en ISMA (Simposio Internacional de Acústica Musical), 2002, Ciudad de México.

## Discografía

###### LP y álbumes
| Rodolfo Halffter | Obertura Concertante para piano y orquesta, op. 5 |

(Etiqueta: RCA Victor – MRS 020)
| Tapia Colman | Sonata "El Afilador" para violín y piano           |
| Tapia Colman | Trío Prehispánico para Violín, Violonchelo y Piano |
| Tapia Colman | Secuencias Nucleicas para Piano Solo (1973)        |
| Tapia Colman | Sonata para violonchelo y piano (1959)             |

(Etiqueta: Centro Independiente De Investigaciones Musicales Y Multimedia (CIIMM) – MA-487)
| Rodolfo Halffter | Segunda Sonata para piano, op. 20                           |
| Rodolfo Halffter | Homenaje a Arturo Rubinstein, (Nocturno para piano), op. 36 |

(Sello: Ediciones Interamericanas De Música – OEA-018)
"Anécdotas", Compositor, Productor, Diseño, Coordinador – Jorge Cordoba Valencia
Improvisaciones No. 2 para Dos Pianos y Cuerdas, Escrito Por – Eduardo Mata

###### CD
Trío México - “Catán, Sandi, Muench, Lavista, Lavalle”, MacTrax Producciones, México 1992.
Trío México - "Ponce, Enriquez, Kuri-Aldana", MacTrax, México 1992.
"Federico Ibarra - Diez Años de Música de Cámara"
Jorge Suárez - "Pianorama México Vol.1", ℗© 1995 Bellas Artes Internacional. Reservados todos los derechos.

## Críticas/Reseñas
- Peter Clausen, del Berliner Zeitung, describió a Suárez como "maestro internacional de primer nivel" con "técnica suprema", en el Berliner Ensemble.[27]
- La actuación de Suárez (pianista, Trío México) en el Carnegie Hall (1977) estuvo "Impulsada por una exuberancia romántica".[28]
- Kate Rivers del Washington Post consideró la actuación de Suárez en el Salón de las Américas : "lecturas cálidamente evocadoras" [29]
- La London Free Press consideró la interpretación de Suárez del Tercer Concierto para piano de Prokófiev como "magnífica, técnica y artísticamente"... "su interpretación impecable pareció estimular a la orquesta" y "El deslumbrante final de la pieza puso de pie a la mayor parte del público".[30]
- El Telegraph-Journal consideró que la interpretación de Jorge Suárez de Malédiction de Liszt, "requirió un dominio del piano y un dominio de sus recursos que sólo un talento prodigioso como el que él posee puede desatar".[31]
- La actuación de Suárez con la Orquesta Filarmónica de Hamilton obtuvo elogios como "un virtuoso notable".[32]
- El periódico Hunan Daily elogió la actuación de Jorge Suárez: "Muy talentoso y elogiado por todos".[4]